# Сатерн-метал
Сатерн-метал, або саузерн-метал (від англ. Southern metal — «південний метал») - жанр важкої музики, що поєднує класичний хеві-метал, грув-метал та блюз. Часто поняття «сатерн-метал» прирівнюється до поняття «сатерн-рок», що є помилковим, незважаючи на те що у них дійсно є багато об'єднавчих рис, однак для розділення понять вирішальним є саме важкість звучання.

## Характеристика
Звучання сатерн-металу базується на традиційному хеві-металі, або хард-році. Використовуються дисторційовані гітари з пониженим строєм, що додає звучанню «модерновості». В основі використовуються як правило подібні до грув-металу гітарні рифи в середньому та повільному темпі, які ствоюють «кач». Відрізняє ж сазуерн від груву насиченість блюзовими та/або рок-н-рольними елементами, як в рифах, побудованих часто на класичних блюзових ходах, так і в соло-партіях, які часто наслідують манеру класичного рок-н-ролу. Вокал завжди «чистий», часто подібний за манерою до виконавців блюзу або кантрі. Іноді використовуються інструменти, характерні для кантрі-музики, як гармоніка та скрипка. В цілому, музика характеризується позитивною драйвовою атмосферою. Тематика пісень, як правило, також подібна до блюзу, хеві-металу та саузерн-року — дорога, мотоцикли, байкери, особиста свобода, авантюри, дівчата та секс, кримінал, «реднек» — культура південних штатів США.

## Гурти

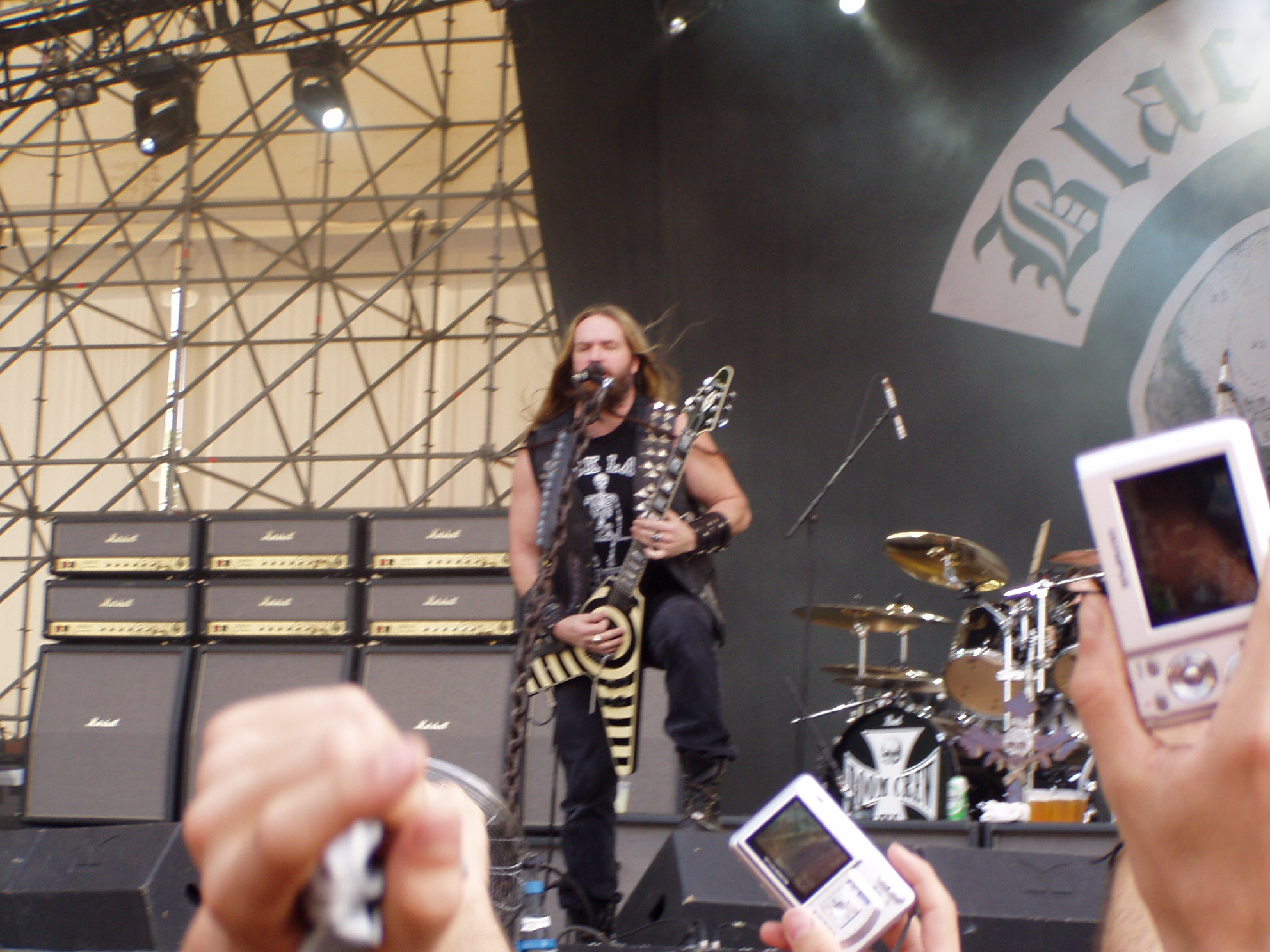
Лідер гурту Black Label Society Закк Вайлд

Гуртів, що виконують сатерн-метал у чистому вигляді, не надто багато, більшість з них грають у декількох суміжних жанрах, наприклад, сатерн та гурв метал, або сатерн та стоунер метал, сатерн рок та метал та ін. Найважливішими представниками можна назвати Black Label Society та Down. Інші колективи, творчість яких здебільшого відноситься до сатерн-металу це Alabama Thunderpussy, Hellyeah, Rebel Meets Rebel, Texas Hippie Coalition, The Sign of the Southern Cross, Black Stone Cherry.